# Fred Tyler
Pour les articles homonymes, voir Tyler.
Fred Tyler, né le 15 mars 1954 à Orlando, est un nageur américain.
Lors des Jeux olympiques d'été de 1972 disputés à Munich, il remporte une médaille d'or au relais 4 × 200 m nage libre, battant au passage le record du monde. Il termine également cinquième de la finale du 200 mètres nage libre.

## Palmarès
- médaille d'or au relais 4 × 200 m nage libre aux Jeux olympiques de Munich en 1972